# Гобарт Генлі
Гобарт Генлі (англ. Hobart Henley; уроджений Гесс Манассе Генлі (англ. Hess Manassah Henle; 23 листопада 1887, Луїсвілл, Кентуккі — 22 травня 1964, Беверлі-Гіллз, Каліфорнія) — американський актор, режисер, сценарист і кінопродюсер.

## Вибрана фільмографія
- 1923 — Полум'я життя / The Flame of Life
- 1924 — Грішники в шовках / Sinners in Silk
- 1924 — Так це шлюб? / So This Is Marriage?
- 1925 — Відмова / The Denial
- 1925 — Його секретар / His Secretary
- 1925 — Раба моди / A Slave of Fashion
- 1928 — Один молодий чоловік / A Certain Young Man
- 1929 — Леді бреше / The Lady Lies
- 1930 — Великий ставок / The Big Pond
- 1931 — Погана сестра / The Bad Sister